# Unter falscher Flagge
Unter falscher Flagge ('Bajo bandera falsa' en alemán) es el segundo álbum del grupo alemán de punk rock Die Toten Hosen. Fue lanzado en 1984 por la discográfica Totenkopf, dependiente de Virgin Records. Es el primer disco que sacaron a la luz tras desligarse Totenkopf de EMI.
Del disco se extrajo el sencillo Liebesspieler. Como cara B del mismo, aparece la John Peel Session, grabada en julio de 1984 en Londres, donde se encontraba la banda invitada por el presentador de la BBC John Peel, hecho que supone el despegue internacional de los Toten Hosen.
En 2004 fue reeditado, obteniendo un disco de oro por sus ventas.

## Portada

His Master's Voice.

En la portada del disco original aparecían los integrantes del grupo disfrazados de piratas sobre la cubierta de un barco bautizado como Fiat Volumtas ('hágase Tu voluntad'); al fondo se alzaba la Torre del Rin de Düsseldorf y en la proa ondeaba una bandera con un dibujo en el que se podía ver el esqueleto de un perro sentado delante de un gramófono. La compañía discográfica EMI interpretó que esto se trataba de una burla hacia su logotipo comercial, el famoso His Master's Voice. Una sentencia judicial obligó a los Toten Hosen a retirar la imagen. La segunda versión de la portada fue un fondo negro con la palabra "censurado" sobreimpresa. Finalmente, cuando el álbum se comercializó en formato CD, apareció una tercera portada igual que la primera salvo por el hecho de que en la bandera aparecía ahora el esqueleto del águila federal sobre fondo negro, junto con la leyenda Bis zum bitteren Ende — Die Toten Hosen ('Hasta el amargo final — Die Toten Hosen'). Ese diseño terminaría convirtiéndose en una de las señas de identidad del conjunto alemán.

## Lista de canciones
1. Spiel mir das Lied vom Tod ("Tócame la canción de la muerte", título en alemán del spaghetti western de Sergio Leone C'era una volta il West") – 2:19 (basada en la BSO de Ennio Morricone)
2. Liebesspieler ("Jugador del amor") – 2:50 (música: Holst, Breitkopf, Frege / letra: Frege)
3. Letzte Wache ("Última guardia") – 3:18 (von Holst, Breitkopf, Frege, Meurer / Frege)
4. Der Abt von Andex ("El abad de Andechs") – 3:12 (Trimpop, Frege, von Holst, Breitkopf / Frege, Meurer)
5. Der Mord an Vicky Morgan ("La muerte de Vicky Morgan") – 3:32 (Trimpop, Frege, von Holst, Breitkopf, Meurer / Trimpop, Frege, Meurer)
6. Im Hafen ist Endstation ("En el puerto está el fin del trayecto") – 4:16
7. Unter falscher Flagge ("Bajo bandera falsa") – 4:12 (Trimpop, Frege, von Holst, Breitkopf / Trimpop Frege, Meurer / voz: Hans Paetsch)
8. Sekt oder Selters ("Champán o Seltz") – 3:56 (Trimpop, Frege, von Holst, Breitkopf, Meurer / Frege)
9. Der Schandfleck ("El defecto" o "La mancha") – 2:56 (Frege, von Holst, Breitkopf / Frege)
10. Betrunken im Dienst ("Borracho de servicio") – 2:20 (Trimpop, Frege, von Holst, Breitkopf, Meurer / Trimpop, Frege, Meurer)
11. Shake Hands ("Estrechar las manos") – 2:13 (Heino Gaze / Joachim Relin)
12. Warten auf Dich ("Te esperan") – 3:40 (Trimpop, Frege, von Holst, Breitkopf / Frege)
13. Im Hafen ist Endstation 2 – 1:12